# Howard Scott Warshaw

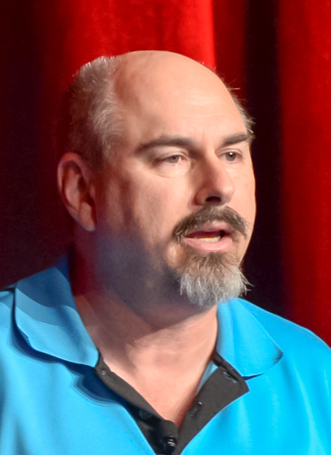
Howard Scott Warshaw, 2015

Howard Scott Warshaw (30 de julho de 1957) é um programador de jogos eletrônicos e psicoterapeuta estadunidense.
Howard ficou conhecido por ser o programador dos jogos Yars' Revenge (o título original de maior venda da história da Atari e é considerado até hoje um dos melhores jogos do período), Raiders of the Lost Ark, e E.T. the Extra-Terrestrial, todos do Atari 2600.
Ele escreveu quatro livros e produziu e dirigiu três documentários. 